# 消せない罪
「消せない罪」（けせないつみ）は、2003年10月29日にリリースされた北出菜奈のデビューシングル。

## 解説
アニメ『鋼の錬金術師』エンディングテーマ。後述するように作詞も北出自身だが、彼女はアニメ放送に際してのインタビューで、同作のテーマを意識した作詞を行ったと発言するなど、主人公兄弟をも連想させる詞になっている。
SECL-36（レーベルゲートCD）, SECL-95（レーベルゲートCD2）, SECL-292（CDDA） の三盤が存在する。2004年6月21日に SECL-95 が流通開始、SECL-36 は廃盤に。その後、2005年10月26日に SECL-292 の流通開始、SECL-95 も廃盤となった。
「消せない罪」、「瞬間」はアルバム18 -eighteen-、ベストアルバムBerry Berry SINGLESに収録。「消せない罪～raw "breath" track～」は、ゲーム『鋼の錬金術師 翔べない天使』主題歌。

## 収録曲
全て作詞は北出菜奈。
 消せない罪 (LGCD：SECL-36, CDDA：SECL-292)
1. 消せない罪 [4:13]
作曲：西川進
2. 瞬間
作曲：菊池達也
3. 遺留品
作曲：西川進
4. 消せない罪 (Instrumental) [4:13]

消せない罪～raw "breath" track～ (LGCD：SECL-49, CDDA：SECL-296)
1. 消せない罪～raw "breath" track～
2. 瞬間～raw "pain" track～
3. 消せない罪～raw "breath" track～(instrumental)